# A Fool and His Money (film 1911)
A Fool and His Money è un cortometraggio muto del 1911 diretto da Bert Haldane.

## Trama
Un operaio, dopo aver sperperato la sua eredità, si pente del suo comportamento e sposa una povera ragazza.

## Produzione
Il film fu prodotto dalla Hepworth.

## Distribuzione
Distribuito dalla Hepworth, il film - un cortometraggio di 213 metri - uscì nelle sale cinematografiche britanniche nel gennaio 1911.
Si conoscono pochi dati del film che, prodotto dalla Hepworth, fu distrutto nel 1924 dallo stesso produttore, Cecil M. Hepworth. Fallito, in gravissime difficoltà finanziarie, il produttore pensò in questo modo di poter almeno recuperare il nitrato d'argento della pellicola.